# 爆鱼

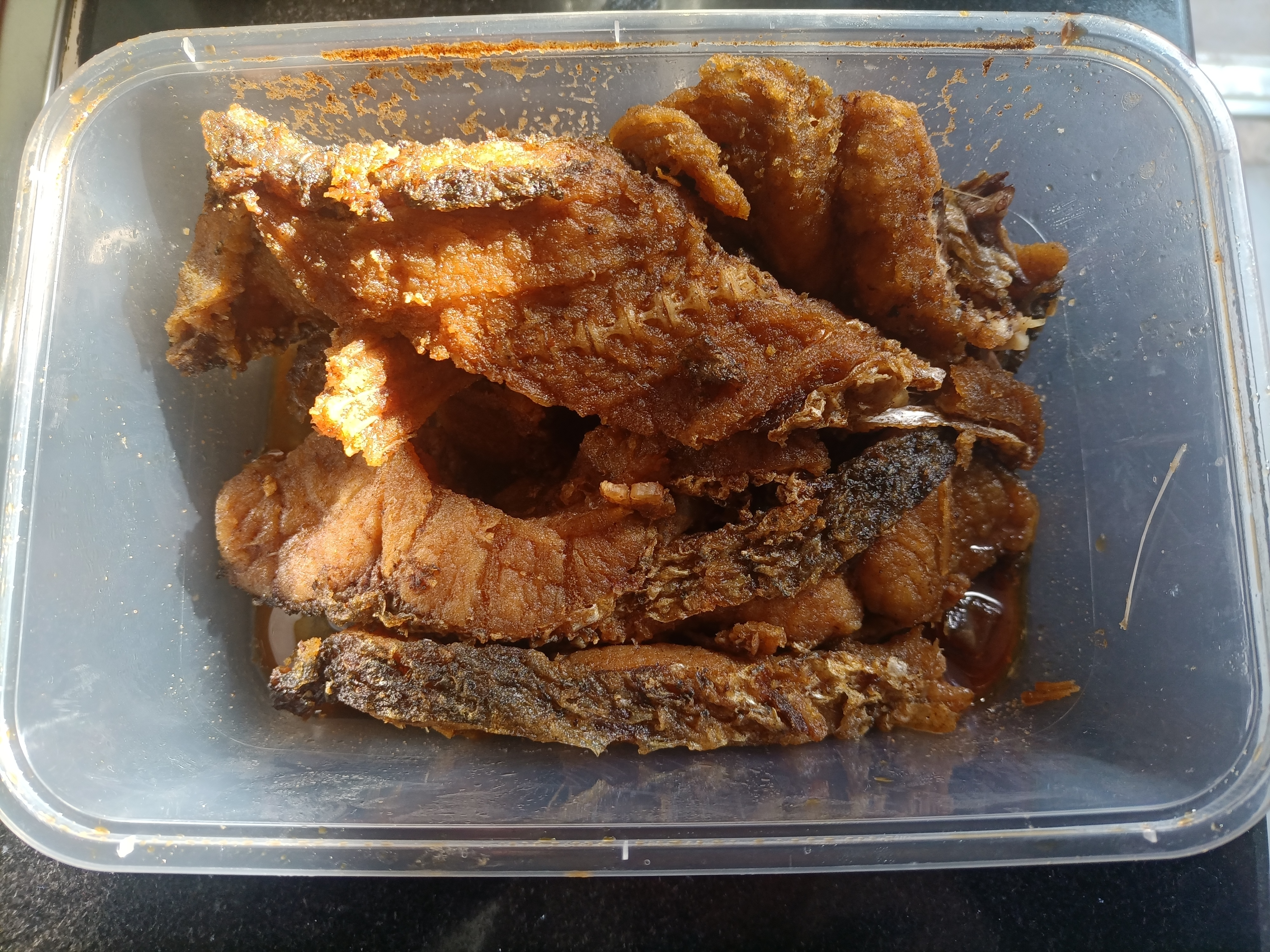
爆鱼

爆鱼是上海菜与苏锡菜的一种传统菜肴。爆鱼通常采用青鱼作为原料，将青鱼切块后放入油锅煎炸，捞出后沥干油分，倒入由茴香、桂皮和姜葱煨煮的汤液，然后加入融化的白糖使得鱼块呈现酱色。待鱼块呈现焦糖色则菜品成型。